# Шахбану
Шахбану (перс. شهبانو‎ — Šahbānū) значит «шахиня/царица» на фарси и выступает аналогом титула императрицы (супруги императора/шахиншаха). В современной литературе титул шахбану употребляется почти исключительно по отношению к третьей супруге шахиншаха Мохаммеда Резы Пехлеви — Фарах Пехлеви, но не к двум предыдущим.
Она была первой императрицей, коронованной в Иране со времен арабского вторжения в VII веке. Две сасанидские императрицы, Борандохт и Азармедохт (около 630 года), были последними, кто носил этот титул до Фарах Диба.
Сасанидский титул для императрицы был bâmbişnân bâmbişn — царица цариц, носившийся главной женой монарха для отличия её от других цариц в королевском дворе.
Бывшая супруга последнего (низложенного революцией) иранского монарха Фарах Пехлеви часто пользуется титулом шахбану, так как другие страны не против использования неофициально титулов упраздненных монархий, но этот титул более никогда не употребляется в Иране.